# John Hammond (produttore)
John Henry Hammond (New York, 15 dicembre 1910 – New York, 10 luglio 1987) è stato un produttore discografico, musicista e critico musicale statunitense.
È stato attivo dagli anni trenta agli anni ottanta. È ricordato soprattutto per le sue abilità di talent scout, aiutando moltissimi cantanti a diventare tra le figure più importanti della scena musicale del XX secolo.

## Biografia
Nipote maggiore di William Henry Vanderbilt, Hammond ha subito dimostrato interesse per la musica sin dalla tenera età: ha studiato pianoforte, violino e violoncello dai 4 anni fino alla maggiore età.
Dopo gli studi all'università di Yale, è diventato corrispondente nella rivista Melody Maker dall'Inghilterra.
Una volta tornato negli Stati Uniti d'America produsse con i propri risparmi una registrazione del pianista Garland Wilson, che diventò un successo di vendite e che portò Hammond a costruire il suo impero nella produzione discografica.
Hammond diventò uno dei responsabili di talent scouting per la Columbia Records e fece ingaggiare numerosi musicisti e cantanti, alcuni già noti, altri quasi del tutto sconosciuti. Ricorda lo storico Eric Hobsbawm:
(Eric Hobsbawm)
Ecco alcuni nomi scoperti da Hammond:
- Count Basie
- George Benson
- Mike Bloomfield
- Leonard Cohen
- Bob Dylan
- Aretha Franklin
- Benny Goodman
- Charlie Christian
- Lionel Hampton
- Carolyn Hester
- Billie Holiday
- Meade Lux Lewis
- Babatunde Olatunji
- Pete Seeger
- Bruce Springsteen
- Big Joe Turner
- Stevie Ray Vaughan

Suo figlio, John P. Hammond, è diventato anch'egli un affermato musicista.